# Martin Burgess
Edward Martin Burgess (* 21. November 1931; † 21. Februar 2022) war ein zeitgenössischer englischer Meisteruhrmacher. Er wurde bekannt durch die Konstruktion von monumentalen Räderuhren.

## Leben und uhrmacherische Leistung
Burgess besuchte von 1944 bis 1949 die Gresham’s School, eine elitäre Privatschule in Holt (Norfolk). Nach einer ersten Karriere als Restaurator ägyptischer Antiquitäten, wandte er sich der Zeitmessung und der Uhrmacherei zu. Er spezialisierte sich auf innovative, oft mit einer freien Hemmung versehene, monumentale Uhren. In den 1960ern prägte Burgess den Begriff „sculptural horology“ (sinngemäß: bildhauerische Uhrmacherei).
Burgess war ein führender Sachkundiger zum Thema John Harrison, dem Uhrmacher des 18. Jahrhunderts, der den ersten erfolgreichen Marinechronometer baute und die exakte Messung der geographischen Länge ermöglichte. In seinen Uhren hat Burgess viele Techniken Harrisons verwendet, so z. B. die „Grasshopper Hemmung“.

## Ehrungen
Burgess wurde geehrt als
- Fellow of the Society of Antiquaries (FSA)
- Fellow of the British Horological Institute (FBHI)

## Uhren

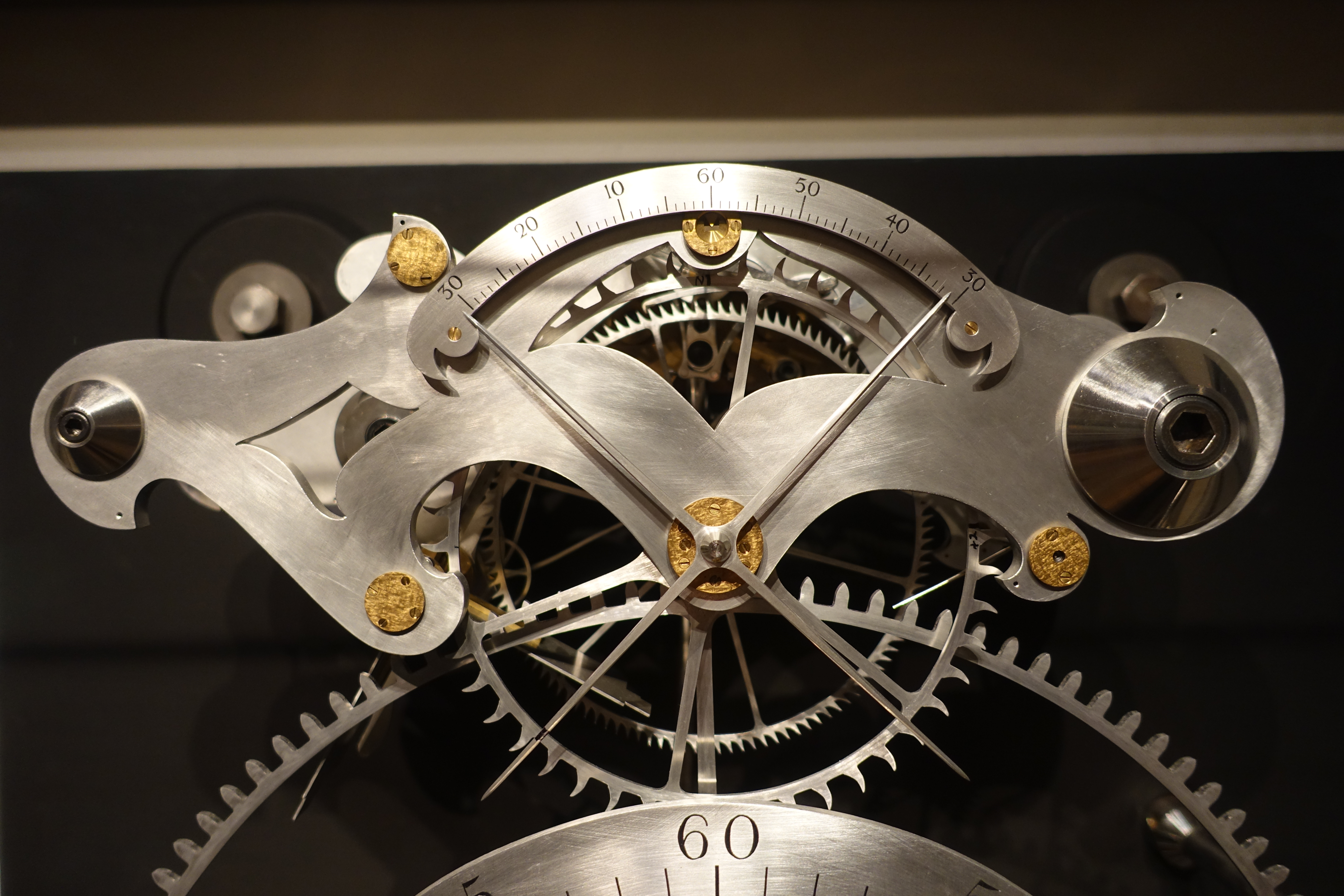
Uhr in Greenwich, Detail

- Sculptural Clock with Bells, im ehemaligen „Time Museum of Rockford“, Illinois, Vereinigte Staaten.
- Second Sculptural Clock (1965), derzeit im Besitz des Grafikkünstlers Donald Saff. Die Uhr hat ein massives Verbundpendel, und eine Schwingungsdauer von 2,5 Sekunden. Das Hemmungsrad benötigt für einen Umlauf volle 5 Minuten. Es wurde eine limitierte Serie von 35 Repliken in halber Größe, genannt Concord Clocks, angefertigt.
- The Gurney Clock (1975), wurde von der Barclays Bank anlässlich des 200. Jahrestages ihrer Gründung durch die Familie Gurney der Stadt Norwich geschenkt. Die Uhr hat die Form eines goldenen Löwen in einer goldenen Burg (beides heraldische Symbole des Stadtwappens). Die Anfertigung der Uhr benötigte 11 Jahre. Sie wurde zunächst in einem öffentlichen Park aufgestellt, aber 1992 durch Vandalismus so schwer beschädigt, dass sie vollkommen restauriert werden musste. Sie steht heute gesichert in der Castle Mall von Norwich.

## Publikationen

### Fachartikel in „The Antiquaries Journal“
- The Mail-maker's Technique, Vol. 33, 1953, S. 48–55
- Further Research into the Construction of Mail Garments, Vol. 33, 1953, S. 193–202
- The Mail Shirt From Sinigaglia, Vol. 37, 1957, S. 199–205
- A Mail Shirt From The Hearst Collection
- A Habergeon of Westwale mit William Reid.

### Fachartikel im „Horological Journal“
- How Greenwich Observatory Lost the Harrison Regulators, November 1974.
- The Harrison Regulator for the Gurney Clock, Juli 1987.
- Looking forward to the Harrison Seminar, Juli 1988.
- Reply to Mr Greene from Martin Burgess, April 1990.
- Questioning Airy, Juli 1990.
- Harrison & H4, November 1993.
- Quest for Longitude, April 1997.

Quelle: 

### Weitere Fachartikel
- The Grasshopper Escapement, its Geometry and its Properties, „Antiquarian Horology“, Vol. 7, Teil 5, 1970.[4]
- Principles and Objectives, „Conservation of Clocks and Watches“, Peter B. Wills (Hrsg.), British Horological Institute.

## Dokumentarfilm
Die Dokumentation Clockmaker (Regie und Produktion Richard Gayer) ist ein Film über Burgess und seine Monumentaluhren. Im Fokus steht dabei die Herstellung einer seiner größten Uhren, einer über fünf Meter hohen, von Gewichten angetriebenen Konstruktion mit einem Gewicht von ungefähr 350 Kilogramm.